# Rund um die Hainleite 1965
Rund um die Hainleite 1965 war die 51. Austragung des seit 1907 ausgefahrenen deutschen Straßenradrennens Rund um die Hainleite. Es fand am 27. Mai über 195 Kilometer statt. Sieger wurde Rainer Marks.

## Rennverlauf
Rund um die Hainleite 1965 war das 3. Auswahlrennen für die Nationalmannschaftsfahrer der DDR. Am Start waren (bis auf die Teilnehmer an der Niederösterreich-Rundfahrt) 60 Radrennfahrer der Sportclub und Fahrer der Leistungsklasse aus den Betriebssportgemeinschaften (BSG). Bei Bad Langensalza hatte eine dreiköpfige Spitzengruppe mit dem Nationamannschaftsfahrer Lothar Borschel knapp drei Minuten Vorsprung. Im Anstieg zur Lengefelder Warte war das Hauptfeld wieder komplett. 40 Kilometer vor dem Ziel waren 16 Fahrer an der Spitze. Aus dieser Gruppe gewann Rainer Marks den Zielsprint.

## Ergebnis
|     | Fahrer               | Nation                       | Zeit (h) |
| --- | -------------------- | ---------------------------- | -------- |
| 01. | Rainer Marks         | HSG Wissenschaft Leipzig     | 5:28:42  |
| 02. | Lothar Borschel      | SC Wissenschaft DHfK Leipzig | gl. Zeit |
| 03. | Hans-Dieter Taufmann | SC Dynamo Berlin             | gl. Zeit |
| 04. | Dieter Vogelsang     | SC Karl-Marx-Stadt           | gl. Zeit |
| 05. | Hans-Jürgen Stupka   | SC Leipzig                   | gl. Zeit |
| 06. | Günter Lux           | SC Wissenschaft DHfK Leipzig | gl. Zeit |
| 0   |                      |                              |          |